# V-кубик 7

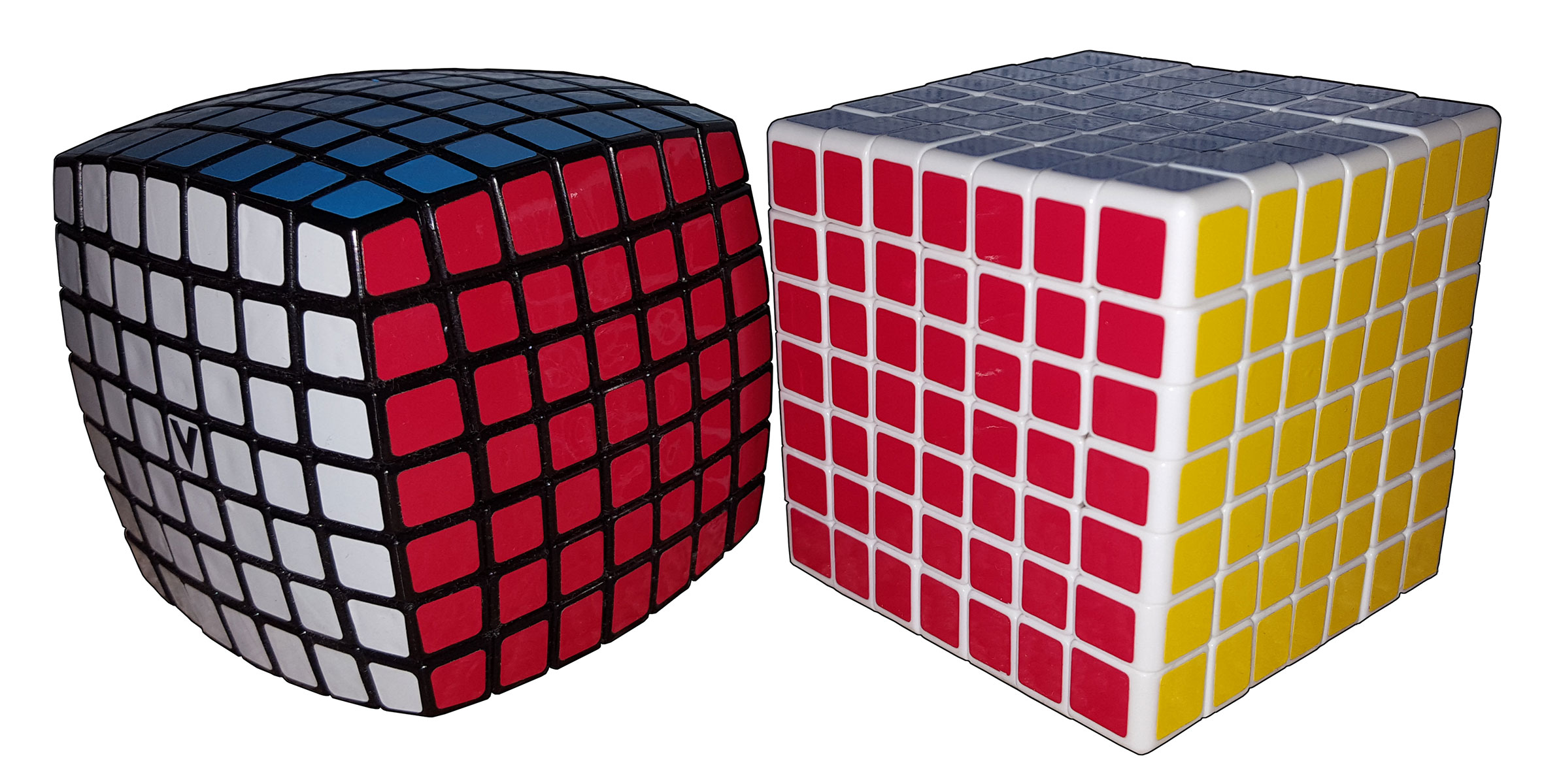
V-кубик Вердеса и китайский аналог

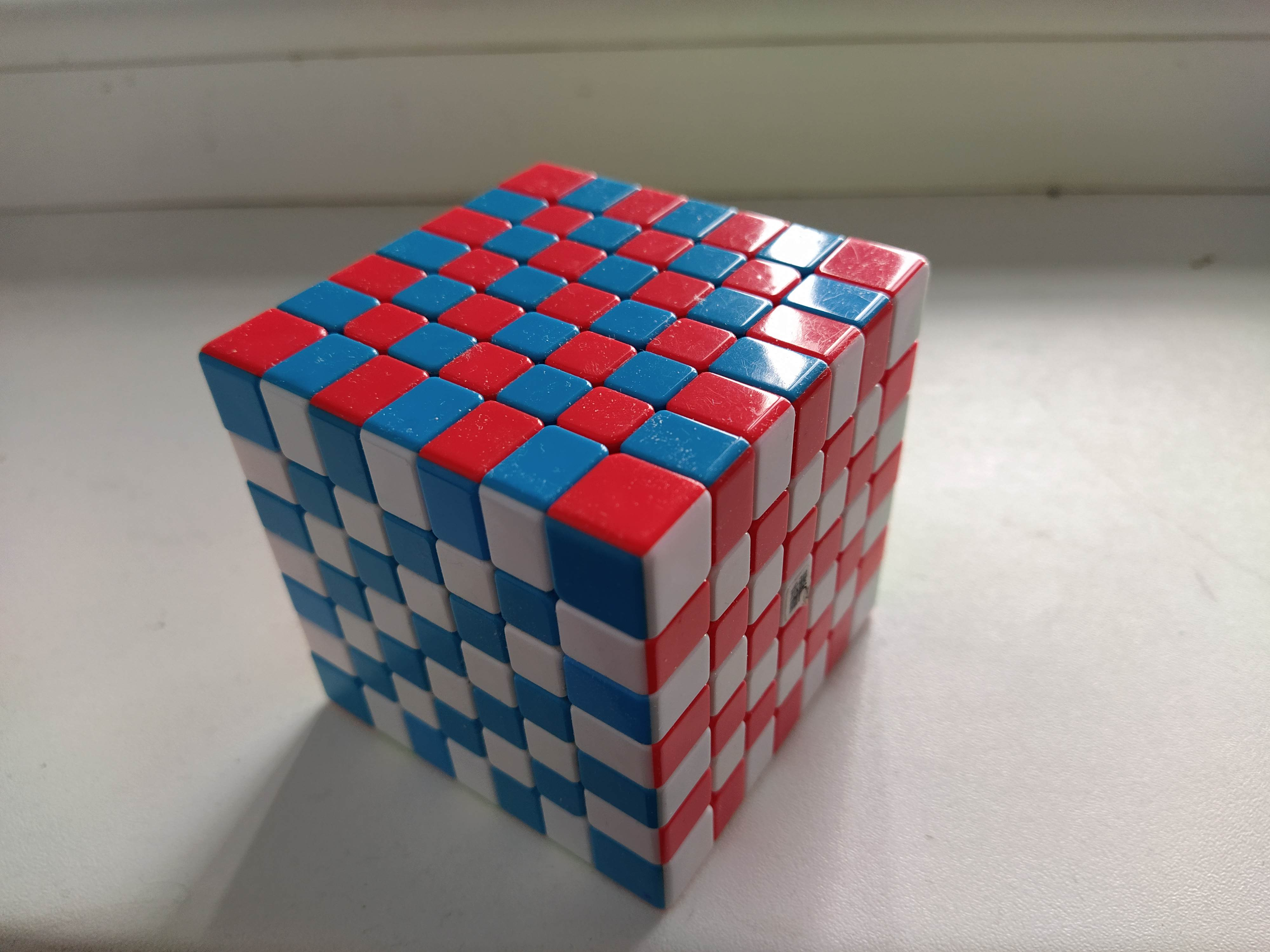
Шахматный узор

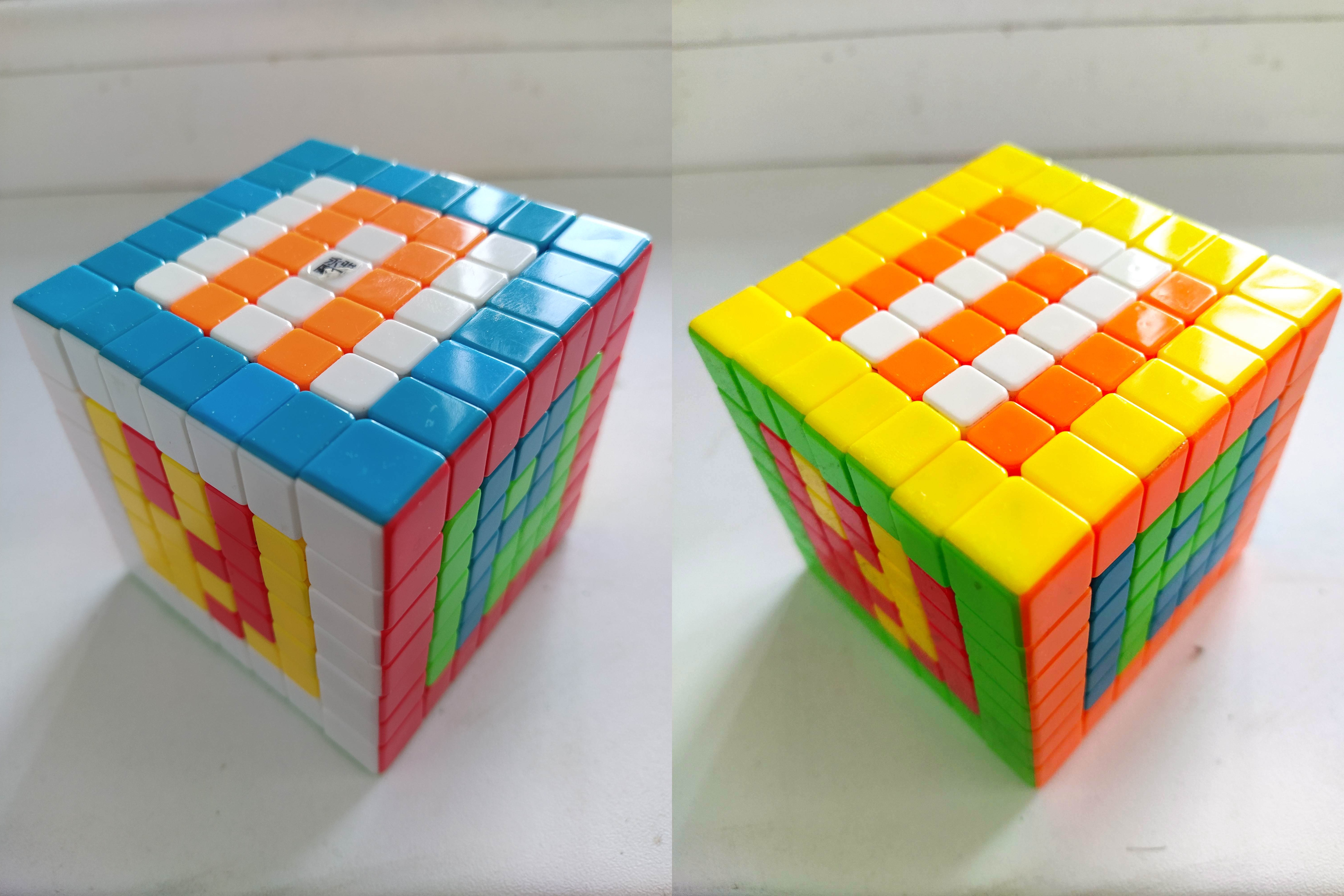
Узор в виде слова Пурпур

V-кубик 7 (англ. V-Cube 7) ― шарнирная головоломка из серии однотипных кубиков 2×2, 3×3, 4×4 и 5×5. Вместе с кубиками 6×6 и 8×8 изобретена Панайотисом Вердесом.
Оригинальный V-кубик 7 производится компанией Verdes Innovations из белого пластика, красная грань расположена напротив оранжевой, синяя ― напротив зелёной, жёлтая ― напротив чёрной. В отличие от V-кубика 6 производства той же фирмы в основном имеет скруглённую форму (версию с плоскими сторонами раньше выпускал китайский производитель Shengshou до ребрендинга в SengSo).
На поверхности кубика 218 деталей ― 150 одноцветных центров, 60 двуцветных рёбер и 8 трёхцветных углов.
Общее количество перестановок равно:
{\displaystyle {\frac {8!\times 3^{7}\times 12!\times 2^{10}\times 24!^{8}}{24^{36}}}\approx 1.95\times 10^{160}}
— это составляет примерно 19,5 дуоквинкагинтиллиона.

## Сборка

#### Лучшие результаты[4]
| Спидкубер                | Время сборки | Соревнование                                 |
| ------------------------ | ------------ | -------------------------------------------- |
| Макс Парк                | 1:34.15      | Rubik's WCA North American Championship 2024 |
| Seung Hyuk Nahm (남승혁) | 1:38.42      | Philippine Championship 2024                 |
| Lim Hung (林弘)          | 1:41.22      | Hari-Hari Horas 5 SC 2024                    |
| János Bereczki           | 1:42.51      | Mysłowice Big Cube Open 2022                 |
| Ciarán Beahan            | 1:43.49      | Bristol Winter 2024                          |